# Chấn hưng Phật giáo
Chấn hưng Phật giáo hay Công cuộc Chấn hưng Phật giáo Việt Nam là một phong trào vận động cho sự phục hưng Phật giáo nhằm tìm lại các giá trị truyền thống và phát triển hoằng bá Phật giáo tại Việt Nam, bắt đầu từ đầu thế kỉ 20. Công cuộc này đã làm thay đổi rất nhiều về nội dung và hình thức hoạt động của Phật giáo tại Việt Nam.

## Bối cảnh
Vào thế kỉ 19 và đầu thế kỉ 20 triều Nguyễn độc tôn Nho học. Mặc dù các chùa trong nước rất nhiều, nhưng hoạt động riêng rẽ, không có một tổ chức, hệ thống liên lạc chặt chẽ với nhau, sự giao lưu phát triển về Phật học cũng suy giảm.
Đặc biệt dưới thời Pháp thuộc, Việt Nam bị chia làm ba miền. Chính quyền Bảo hộ tạo điều kiện cho Công giáo phát triển. Có quan điểm cho rằng trong khi đó Phật giáo Việt Nam bị chèn ép. Một số ngôi chùa lớn cũng bị phá hủy, Viện Viễn Đông Bác Cổ sưu tập các tài liệu, di vật nhưng không với mục đích truyền bá Phật giáo cũng góp phần làm suy giảm các kinh sách tại các chùa.
Tuy nhiên, một số giới Nho sĩ cũng dần quay lại với Phật giáo, cùng chung mục đích chống Pháp.

## Tiền đề
Đầu thế kỉ 20, trên thế giới xuất hiện nhiều phong trào tìm hiểu khôi phục lại các giá trị của Phật giáo, chấn hưng Phật học. Bắt đầu từ cư sĩ David Hewavitarane, người Sri Lanka, sau này xuất gia thành đại đức Dharmapala, phong trào lan rộng nhanh chóng. Tại Trung Quốc, cư sĩ Dương Nhân Sơn đã đứng lên thiết lập Kỳ Hoàn Tịnh xá, triệu tập nghiên cứu Phật học qua chữ Hán, Anh văn và Pali. Tiếp đó Thiền sư Thái Hư lập Phật học viện Vũ Xương năm 1912, ra Tạp chí Giác Xã năm 1918, sau đổi thành Hải Triều Âm, làm tiền đề cho nhiều Phật học viện ra đời; các hiệp hội Tăng Giáo dục, Phật giáo Hợp Tiến, Phật giáo Tổng Hội, Phật giáo Liên Hiệp, Phật giáo Cư Sĩ Lâm... liên tiếp ra đời. Tại Myanma, Sri Lanka, Nhật Bản, Hàn Quốc, Thái Lan phong trào đổi mới Phật sự cũng được lan rộng.
Từ cuối thế kỉ 19, sự phát triển của chữ Quốc ngữ và hệ thống báo chí, giao thông đã góp phần làm cho sự liên lạc giữa các vùng miền được sâu rộng hơn, do đó nhu cầu tìm lại các giá trị văn hóa truyền thống cũng mạnh mẽ hơn.
Khoảng năm 1920, tại Việt Nam có duy trì một đào tràng tại các chùa lớn do các hòa thượng dẫn dắt như:
- Tại miền Nam: Thiền sư Từ Phong giảng dạy tại chùa Giác Hải; Thiền sư Khánh Hòa tại chùa Tiên Linh; Thiền sư Chí Thành tại chùa Phi Lai, chùa Giác Hoa; Thiền sư Huệ Quang tại chùa Long Hòa; Thiền sư Khánh Anh tại chùa Long An.
- Tại miền Trung: Thiền sư Tuệ Pháp giảng dạy tại chùa Thiên Hưng; Thiền sư Thanh Thái chùa Từ Hiếu; Thiền sư Đắc Ân chùa Quốc Ân; Thiền sư Tâm Tịnh chùa Tây Thiên; Thiền sư Phước Huệ chùa Thập Tháp; Thiền sư Phổ Tuệ chùa Tĩnh Lâm.
- Tại miền Bắc: Hòa thượng Thích Thanh Hanh  giảng dạy tại chùa Vĩnh Nghiêm; chùa Bà Đá cũng là một đạo tràng lớn; Thiền sư Thích Thanh Thao - Đỗ Văn Hỷ in ấn kinh sách rất nhiều.

## Những vận động đầu tiên
Những vận động đầu tiên nhằm chấn hưng Phật giáo được các Tăng sĩ và Cư sĩ viết và đăng lên các báo từ những năm 1920. Nhân bài báo của sư Tâm Lai tại miền Bắc đăng năm 1927 đề xuất chấn hưng và thống nhất Phật giáo, Thiền sư Khánh Hòa gửi sư Thiện Chiếu ra gặp sư Tâm Lai, tuy nhiên không đạt được sự đồng thuận.

## Các tổ chức đầu tiên
Dưới chế độ bảo hộ của Pháp, các tổ chức Phật giáo chỉ được mang danh nghĩa là các Hội đoàn, không được coi là các Giáo hội. Các tổ chức đầu tiên lần lượt xuất hiện, bắt đầu từ miền nam, ra miền trung rồi miền bắc.
- Năm 1930, tại Sài Gòn, Hội Nam Kỳ Nghiên cứu Phật học được thành lập, trụ sở tại chùa Linh Sơn, Hội trưởng là Thiền sư Từ Phong. Hội cũng xuất bản tạp chí Từ Bi Âm do thiền sư Khánh Hòa chủ nhiệm, số đầu tiên ra mắt vào ngày 1 tháng 3 năm 1932.
- Năm 1932, tại Huế, Hội An Nam Phật học được thành lập, do cư sĩ Lê Đình Thám làm Hội trưởng, Thiền sư Giác Tiên làm Chứng minh Đạo sư, trụ sở đặt tại chùa Trúc Lâm. Hội xuất bản tạp chí Viên Âm, ra số đầu tiên ngày 1 tháng 12 năm 1933.
- Năm 1934, tại Hà Nội, Hội Phật giáo Bắc Kỳ được thành lập, do cư sĩ Nguyễn Năng Quốc làm hội trưởng, tôn Thiền sư Thích Thanh Hanh (Tổ Vĩnh Nghiêm) làm Thiền gia Pháp chủ. Hội xuất bản tạp chí Đuốc Tuệ năm 1935.

Phong trào chấn hưng có thể nói được khởi xướng từ Thiền sư Khánh Hòa tại miền Nam, thiền sư Phước Huệ tại miền Trung, và thiền sư Thanh Hanh tại miền Bắc. Ba vị được tôn là Tổ của phong trào.
Tiếp đó đã xuất hiện thêm một số hội như Hội Lưỡng Xuyên Phật học tại Trà Vinh; Hội Phật học Kiêm Tế tại Rạch Giá, ra tạp chí Tiến hóa; Hội Tịnh độ Cư sĩ tại Chợ Lớn của giới cư sĩ, ra tạp chí Pháp Âm; Hội Thiên Thai Thiền Giáo tông Liên hữu do Thiền sư Huệ Đăng sáng lập năm 1934 tại Bà Rịa; Hội Phật giáo Tương tế do trụ trì chùa Thiên Phước là Lê Phước Chi thành lập ở Sóc Trăng. Tại miền Bắc có hội Bắc Kỳ Phật giáo Cổ Sơn môn.
Một số tạp chí khác cũng xuất bản như Pháp Âm, Quan Âm, Tam Bảo, Tiếng chuông sớm, Duy tâm, Tiến hóa. Một nhà xuất bản là Phật học Tùng thư do ông Đoàn Trung Còn thành lập năm 1932. Giai đoạn này nhiều kinh sách đã được xuất bản như sách Phật giáo Sơ học, 'Phật giáo vấn đáp, Phật giáo Giáo khoa Thư, và những kinh bản bằng quốc ngữ như Kim Cương, Pháp Hoa, Lăng Nghiêm.
Các tổ chức đầu tiên đã quy tụ được rất nhiều bậc cao tăng và nhân sĩ như Trần Trọng Kim, Thiều Chửu, Bùi Kỷ. Lễ Phật đản tại Huế năm 1935 đã mời được vua Bảo Đại và Thái hậu làm Hội chủ danh dự.
Các trường giảng dạy Phật học được tổ chức ở khắp ba miền, tập trung tại các chùa lớn, đào tạo nhiều tăng ni sinh.

## Giai đoạn 1945 - 1954
Trong giai đoạn kháng chiến, tỉnh nào cũng thành lập Ủy ban Phật giáo Cứu quốc.
Giai đoạn này có nhiều tổ chức được chuyển đổi, thành lập, trong đó có 6 tổ chức lớn nhất tại ba miền, mỗi miền 1 tổ chức của Tăng sĩ, 1 tổ chức của Cư sĩ:
Tại miền Bắc:
- Năm 1949, Hội Phật giáo Bắc Kỳ đổi thành Hội Tăng Ni Chỉnh lý Bắc Việt do thiền sư Tố Liên làm Hội trưởng; đến năm 1950 đổi thành Hội Phật giáo Tăng già Bắc Việt và tôn thiền sư Thích Mật Ứng làm Thiền gia Pháp chủ, ra báo Phương tiện.
- Thành lập Hội Việt Nam Phật giáo tại chùa Quán Sứ, do cư sĩ Bùi Thiện Cơ làm hội trưởng.

Tại miền Trung:
- Sơn Môn Tăng già Trung Việt được thành lập tại chùa Thừa Thiên, do Hòa thượng Thích Tịnh Khiết làm Tùng lâm Pháp chủ.
- Hội An Nam Phật học đổi thành Hội Việt Nam Phật học do cư sĩ Lê Văn Định làm hội trưởng.

Tại miền Nam:
- Năm 1951, Giáo hội Tăng già Nam Việt được thành lập, trụ sở tại chùa Ấn Quang, do Hòa thượng Đạt Thanh làm Pháp chủ và Hòa thượng Đạt Từ làm Trị sự trưởng.
- Năm 1951, Hội Phật học Nam Việt được thành lập, Hội trưởng là cư sĩ Nguyễn Văn Khỏe, trụ sở đầu tiên tại chùa Khánh Hưng, sau xây chùa Xá Lợi làm trụ sở.

Ngoài ra còn một số tổ chức như: Phật học đường Báo Quốc do Hòa thượng Thích Trí Thủ đứng đầu; Phật học đường Nam Việt quy tụ của 4 Phật học đường lớn nhất khi đó.
Năm 1951, 6 tổ chức ba miền họp tại Huế thành lập Tổng hội Phật giáo Việt Nam là tổ chức thống nhất, do Hòa thượng Thích Tịnh Khiết làm Hội trưởng, chức Thượng Thủ và Giám luật luân chuyển giữa các miền. Đức Đệ nhất Thượng thủ là Hòa thượng Thích Tuệ Tạng ở miền Bắc. Tuy nhiên Tổng hội chỉ là một tổ chức hình thức, không có quyền điều hành kiểm soát. Mỗi hội vẫn hoạt động riêng biệt.
Bên ngoài Tổng hội Phật giáo Việt Nam vẫn còn những tổ chức Phật giáo khác hoạt động.

## Giai đoạn 1954 - 1975
Sau Hiệp định Genève chia cắt đất nước, Tổng hội Phật giáo Việt Nam cũng bị chia cắt. Điều này không ảnh hưởng nhiều đến các hoạt động, vì trên thực tế các Hội vẫn hoạt động độc lập.
- Năm 1958, các tổ chức của Tổng hội tại miền Bắc thống nhất lại thành Hội Phật giáo Thống nhất Việt Nam, tôn Hòa thượng Thích Trí Độ làm Hội trưởng, Hòa thượng Thích Đức Nhuận làm Phó hội trưởng.
- Sau biến cố 1963, năm 1964, Giáo hội Phật giáo Việt Nam Thống nhất được thành lập tại miền Nam, nòng cốt chính là từ các tổ chức thuộc Tổng hội Phật giáo Việt Nam.

## Giai đoạn 1975 - 1981
Sau khi thống nhất đất nước, tại miền Bắc chỉ còn một tổ chức là Hội Phật giáo Thống nhất Việt Nam; còn tại miền Nam, bên cạnh tổ chức lớn nhất là Giáo hội Phật giáo Việt Nam Thống nhất còn có một số tổ chức khác. Ban vận động Thống nhất Phật giáo được thành lập, do Hòa thượng Thích Trí Thủ đứng đầu, nhằm thống nhất các tổ chức.
Năm 1981, Giáo hội Phật giáo Việt Nam được thành lập trên cơ sở hợp nhất các tổ chức Phật giáo trong nước.
Theo Chính quyền Việt Nam, đây là Giáo hội Phật giáo duy nhất được Nhà nước công nhận, các tổ chức khác phải gia nhập Giáo hội hoặc giải tán. Tuy vậy, cũng giống như Tổng hội Phật giáo Việt Nam trước kia, vẫn có những tổ chức, tự viện đứng ngoài Giáo hội này, tiêu biểu như phong trào phục hoạt Giáo hội Phật giáo Việt Nam Thống nhất.